# Crocidura andamanensis
Crocidura andamanensis, musaraña de Andamán de pies blancos, o simplemente, de Andamán, es un mamífero  de la familia Soricidae.
Únicamente se conoce por su holotipo y por otro individuo capturado en 2005 en el monte Harriet. Su estatus en la Lista Roja de la UICN es de «en peligro crítico de extinción» debido a que ocupa un área menor de 100 km² y su hábitat se está reduciendo en cantidad y calidad por la actividad humana y, posiblemente, por el maremoto de 2004. Se distribuye exclusivamente al sur de las islas Andamán, India. Su hábitat son las pluvisilvas tropicales tanto perennes como caducifolias, donde ocupa el manto de hojas y oquedades rocosas. Es de hábitos nocturnos y terrestres.